# Goge

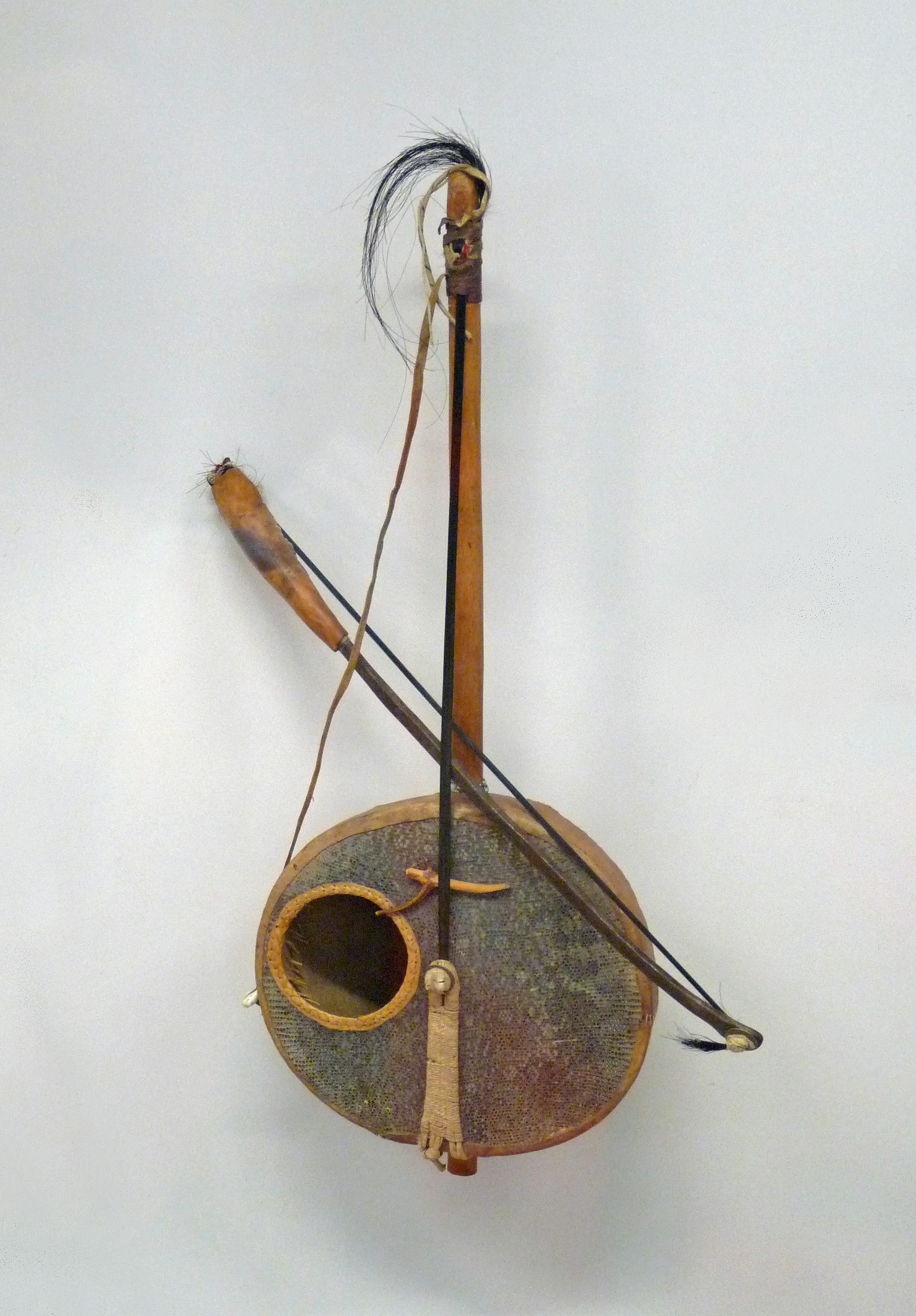
Goge im Koninklijk Museum voor Midden-Afrika in Tervuren, Belgien

Goge, auch goje, ist eine einsaitige Schalenspießlaute, die von den Hausa und Yoruba in der westafrikanischen Sudanregion gespielt wird. Das Streichinstrument mit einer Kalebasse als Resonanzkörper und einer Decke aus Waranhaut dient zur Begleitung von Unterhaltungsliedern und übernimmt die führende rituelle Funktion bei der Bori-Besessenheitszeremonie. Die goge und weitere ähnlich genannte Spießgeigen in Westafrika sind arabischen Ursprungs.

## Herkunft und Verbreitung
Hautbespannte Lauten mit einem schalenförmigen Korpus sind in der westsudanesischen Musik weit verbreitet. Konstruktiv werden Lauten mit durchgehendem Spieß, bei denen der Saitenträgerstab durch den Korpus hindurchgesteckt wird, sodass er an der gegenüberliegenden Seite etwas herausragt, von Binnenspießlauten, deren Saitenträger im Innern endet, unterschieden. Zur Gruppe der Binnenspießlauten, die in Afrika alle gezupft werden, gehören verschiedene ngoni genannte Lauten in Mali. In der Sahara ist diese Bauart durch die viersaitige tidinit in Mauretanien, die dreisaitige tahardent und die einsaitige imzad der Tuareg vertreten. In Marokko gehört die dreisaitige gimbri hierzu.
Zu den Lauten mit durchgehendem Spieß gehören alle goge genannten Streichinstrumente, die von Nigeria und Niger nach Westen bis in den Senegal gespielt werden. Darüber hinaus werden die meisten einsaitigen, mit dem Bogen gestrichenen Schalenspießlauten in der westafrikanischen Savanne mit dem Wortumfeld goge bezeichnet. Goge heißen die einsaitigen Fiedeln bei den Hausa und Yoruba in Niger und Nigeria, goga bei den Tiv in Nigeria, godie bei den Nago (Yoruba) in Benin, godye bei den Anyi in der Elfenbeinküste, gondze und gonje bei den Dagomba in Ghana, godie, godjie, goje oder vièle gogué bei den Zarma und Hausa im Niger, gogué bei den Maouri im Niger, gogeru bei den Fulbe im Niger, godie, godje, godjie oder goje bei den Songhai-Sprechern im Niger und in Burkina Faso und guge bei den Hausa in Nigeria. Die Namensvarianten zu goge weisen auf die Verbreitung durch die Hausa hin.
Gestrichene sind gegenüber gezupften Instrumenten in Westafrika in der Minderzahl. Nach der Form des Korpus werden schalenförmige, kastenförmige (masinko) und röhrenförmige (endingidi) Spießlauten unterschieden. In der Sudanregion bildet die goge zusammen mit den verbreiteten Schalenlauten eine Gruppe von ein- oder zweisaitigen Fiedeln, die solo, zur Gesangsbegleitung und häufig in rituellem Zusammenhang gespielt werden. Andere Namen für Lauten mit durchgehendem Spieß sind gúlúm in Kamerun mit zwei Saiten, njarka in Mali, nyanyeru bei den Fulbe in Gambia, riti bei den Wolof im Senegal und ribab in Marokko. Der Korpus besteht meist aus einer Kalebasse, nur die Fiedel soso in Guinea und Sierra Leone besitzt eine halbe Kokosnussschale anstelle der Kalebasse. Der relativ weit verbreitete Name kukuma steht für eine kleinere Version der goge bei den Hausa und Yoruba.
Die Instrumentengruppe gelangte vermutlich mit der Islamisierung durch die Araber ab dem 11. Jahrhundert in die Gebiete südlich der Sahara. Eine Ähnlichkeit besteht zur arabischen Streichlaute kamantsche (al-kamanǧa, Pl. keman), die in der heutigen persischen Musik mit vier Saiten vorkommt. In der Klassischen Arabischen Musik besitzt diese Stachelfiedel mit einem beinahe kreisrunden Resonanzkörper zwei Saiten. Ihre Stellung im Orchester hat jedoch fast überall die europäische Violine übernommen, die nun auf Arabisch als kamanǧa bezeichnet wird. In und nördlich der Sahara sind mit der goge die einsaitigen Fiedeln imzad der Tuareg, die nur noch selten zu hörende rbāb in Mauretanien und die Anfang des 20. Jahrhunderts für Tunesien beschriebene und praktisch verschwundene gugay verwandt. Die Namensherkunft der rbāb – bei den Fulbe (Peul) in Mauretanien heißt die Fiedel arab oder arbab – vom arabischen Wortstamm r-b-b wie bei der arabischen rabāb scheint eindeutig. Fulbe und Tukulor gehörten zu den ersten Völkern südlich der Sahara, die im engsten kulturellen Kontakt mit Arabern und Berbern standen und von ihnen die Spießgeige übernommen haben.
Damit wären die schalenförmigen Spießlauten mit durchgehendem Halsstab allein wegen ihrer arabischen Herkunft von den schwarzafrikanischen Binnenspießlauten zu unterscheiden. Letztere sind nach Norden bis in den Maghreb gelangt und haben sich mit meist kastenförmigem Korpus als Zupflaute gimbri bei den Gnawa und als Streichlaute ribāb bei den Berbern in Marokko eine Randexistenz innerhalb der dominanten arabischen Musikkultur erhalten. Die ostafrikanischen Schalenspießlauten, zu denen die zeze in Tansania gehört, gelangten – wesentlich später als die westafrikanischen – erst im 18. Jahrhundert mit dem Sklaven- und Elfenbeinhandel von der ostafrikanischen Küste ins Landesinnere. Noch später, wohl erst gegen Ende des 19. Jahrhunderts, kam die Röhrenspießgeige endingidi mit Händlern von der Küste nach Uganda.
Die gestrichene Schalenspießlaute in Westafrika wurde erstmals 1352 von Ibn Battuta beschrieben, als er sich im Malireich aufhielt. Um 1620 fand der Reisende Richard Jobson ein solches Streichinstrument am Gambiafluss. Genauere Beschreibungen aus zahlreichen Quellen existieren seit dem 19. Jahrhundert.

## Bauform und Spielweise

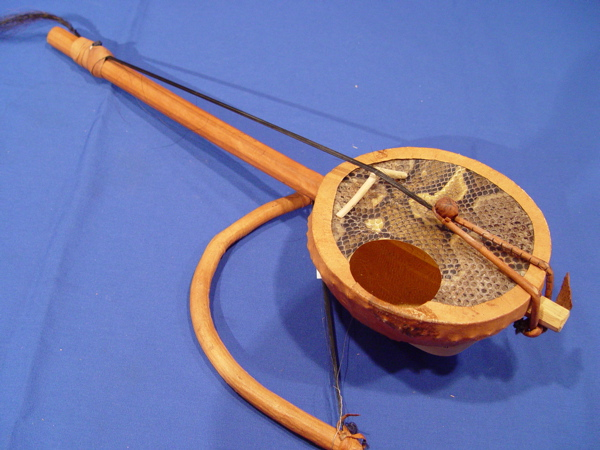
Goje aus Nordghana

Charakteristisch für alle westsudanesischen Saiteninstrumente sind die fehlenden Wirbel. Die Saiten werden stattdessen mit Lederriemen am Hals befestigt, die in der Regel zum Stimmen verschoben werden können. Der runde Kalebassenkorpus der goge wird mit einer Waranhaut überzogen, die Dagomba bespannen die gondze mit Krokodil- und die Tukulor an der Grenze zwischen Senegal und Mauretanien ihre einsaitige Fiedel nyanyur mit Schlangenhaut. In jedem Fall muss die Haut zunächst einige Tage ins Wasser gelegt werden, bevor sie gesäubert, getrocknet und später in nassem Zustand aufgezogen wird. Den niedrigen x-förmigen Steg nennen die Hausa jaki („Esel“). Er sitzt beim Halseintritt dicht am oberen Rand. Hinter dem Steg wird die Rosshaarsaite an eine Schnurschlaufe gebunden, die am unteren Halsaustritt befestigt ist. Die Feinstimmung geschieht durch ein kleines Stück Antilopenhorn, das zwischen Saite und Halsspieß gesteckt wird. Hausa-Musiker halten die goge in der linken Oberarmbeuge eingeklemmt und den Bogen in der rechten Hand, während die baugleiche gondze in Nordghana horizontal wie eine Gitarre auf dem Knie liegend gespielt wird. Manche Instrumente haben ein kreisrundes Loch an einer Seite in der Membran. Dort kann gelegentlich Erdnussöl hineingegossen werden, um die Membran geschmeidig zu halten.
Der Streichbogen besteht aus einem dünnen, leicht gekrümmten Pflanzenrohr und ist mit Rosshaar bezogen. Für das solistische Spiel wird mit festem Bogendruck ein lauter Ton erzeugt, weniger laut erklingt die goge, wenn sie den melodischen Refrain auf einen Chorgesang liefert; eher leise spielt sie die Liedbegleitung einer einzelnen Singstimme. Die goge tritt selten allein auf, meist bilden zwei bis drei Spießgeigen, Kalebassenrasseln (chekki), mit Schlegeln geschlagene Trommeln, die aus halbierten Kalebassen bestehen (kwarya), und Felltrommeln ein aus maximal neun Musikern bestehendes Orchester. Solche Orchester gibt es auch bei den Yoruba in Nigeria, bei den Zarma im Niger und den Gurma im Norden von Benin.
Die goge leidet wie alle Saiteninstrumente der Hausa unter der geringen Wertschätzung, die ihnen nach der islamischen Lehre (Hadith) zugestanden wird. Auch die goge-Musiker, die mit ihrem Instrument häufig in städtischen Bierbars und Bordellen anzutreffen sind, befinden sich am unteren Rand der Gesellschaft. Traditionelle Anlässe für goge-Musik auf dem Land sind Familienfeiern wie Hochzeiten und andere Übergangszeremonien. Professionelle Hausa-Musiker (allgemein Griots) singen, auf der goge begleitet, Preislieder auf jedermann für Kleingeld. Einer der bekanntesten goge-Musiker Ende des 20. Jahrhunderts war Alhaji Garba Leao.
Im Unterschied zur sozial verachteten goge genießt die gonzde bei den Dagomba einen Ruf als Instrument der Hofmusiker. Die beiden baugleichen Instrumente haben eine sozial gegensätzliche Funktion. Dort steht die Geige mit dem Königtum in Beziehung. Neben der goge kennen die Hausa zwei weitere Spießlauten: die kukuma, eine kleinere Bauart der goge, und die dreisaitige gezupfte gurumi, mit der ausschließlich Jäger legendäre Heldentaten vortragen.
Die Musik der Hausa enthält nur wenige Reste der sonst für Afrika südlich der Sahara typischen Polyrhythmik. Wie bei den Fulbe überwiegt die einstimmige Musizierweise mit Variationen von Heterophonie, wie sie durch arabisch-islamische Einflüsse aus dem Norden eingeführt wurde. In den Preisliedern werden teilweise noch ältere Geschichten tradiert.
Der goge-Spieler Abdu Yaron Goge aus Jos, Ahmadu Doka und andere prägten Ende der 1960er und Anfang der 1970er Jahre einen neuen Musikstil, indem sie begannen, die aus importierten indischen Filmen bekannte Hindi-Film-Musik mit der goge und der Sanduhrtrommel kalangu wiederzugeben. Sie übertrugen die indischen Popschnulzen von Hindi auf Hausa und machten die Texte für die Bevölkerung verständlich. Es entstand eine beliebte Unterhaltungsmusik außerhalb der Kinos. Hassan Wayam entwickelte den Stil weiter und ließ die goge mit der kukuma, der Kalebasse gora und kalangu zusammenspielen.

## Kulturelle Bedeutung
Von orthodoxen Muslimen wird die goge als Werkzeug des Teufels verdammt, weil sie im Bori-Besessenheitskult eingesetzt wird. Ende des 18. Jahrhunderts verurteilte bereits Usman dan Fodio, der strengreligiöse Reformer und militärische Eroberer der Hausa-Staaten, das Spiel auf der goge. In einem Gedicht zu seiner Zeit wurde erstmals die goge bei den Hausa schriftlich festgehalten: „Einige von ihnen besuchen Orte, wo die goge gespielt wird. ...In der anderen Welt werden sie dafür büßen.“
Die Therapie von besitzergreifenden Geistern innerhalb der islamischen Gesellschaft fußt auf schwarzafrikanischen Glaubensvorstellungen, Musik und Tanz sind als geeignete wirksame Methode auch ein Teil der sufischen Ritualpraxis. Die goge spielt im Bori-Kult dieselbe zentrale Rolle wie die maghrebinische gimbri in den Besessenheitskulten Derdeba und Stambali. Selbst beim Berühren kann die Kraft des Instruments wirksam werden. Durch Gesang und Geige werden verschiedene Geister zunächst hervorgerufen und im Verlauf der Zeremonie besänftigt.
Eine Bori-Musiktruppe besteht aus ein oder zwei goge-Spielern (masu goge) und zwei bis fünf Trommlern der kwarya (halbierte Kalebassen), die yan kwarya („Söhne der Kalebasse“) genannt werden. Für die Kalebassen werden Löcher in den Boden gegraben, die Lautstärke der darübergelegten Halbschalen erhöht sich dadurch. Der goge-Spieler ist entweder zugleich Sänger oder es kommt eine Sängerin (zabaya) hinzu.
Im Niger wurde die Fiedel wie eine Sprechtrommel zur Nachrichtenübermittlung verwendet. Andere traditionelle Verwendungen sind Hochzeits- und Begräbniszeremonien und die Begleitung von Preisliedern zu Ehren des Königs.

## Diskographie
- Alhaji Garba Leao and his Goge Musik. Aufgenommen in Nigeria 1976. Smithsonian Folkways FW08860CCD
- Niger. Musique dendi. Harouna Goge (Gesang und goge). Ocora, Radio France, 2000